# Acronicta impressa
Acronicta impressa är en fjärilsart som beskrevs av Walker 1856. Acronicta impressa ingår i släktet Acronicta och familjen nattflyn. Inga underarter finns listade i Catalogue of Life.

## Bildgalleri

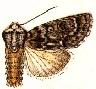
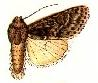